# Simone Prendergast
Simone Ruth Prendergast (2 de julio de 1930 - 11 de agosto de 2012) fue miembro de la oficina del Reino Unido, del Director del Ministerio Público del Tribunal Disciplinario de abogados, donde revisaba los casos de malversación de fondos y/o mala conducta contra los abogados británicos. Obtuvo su DBE por sus servicios políticos y públicos.

## Caso de Philip Redfern
Prendergast y otros dos presidieron en el panel por el caso de Philip Redfern, un abogado de Blackburn "que actuó para los clientes de una empresa de la cual era director, donde fue encontrado culpable de mala conducta profesional [y] ... [que] también había infringido las empresas y en el retraso del tratamiento del traspaso de asuntos". Él fue "castigado" o inhabilitado, en consecuencia.
John Potter, presidente del Tribunal Disciplinario de abogados, sentado junto a David Faull y Dame Simone Prendergast, dijo: "Este es un curso terrible en la conducta del señor Redfern durante un período considerable de tiempo en perjuicio de un número de personas."

## Vida personal
Simone nació el 2 de julio de 1930 en Londres, fue hija de Norman y Elaine (Marks) Laski. Su abuelo materno, Michael Marks, bielorruso de origen judío, fue fundador de Marks & Spencer. Ella se casó con Christopher Anthony Prendergast en 1959 y el cual murió en 1998. Su hermana Ann Esther Laski se casó con David R. Susman. Simone Prendergast murió el 11 de agosto de 2012.